# Aeropuerto Internacional de Novosibirsk-Tolmachevo
El Aeropuerto Internacional de Novosibirsk (en ruso: Аэропóрт Толмачёво; IATA: OVB, ICAO: UNNT) se encuentra en el pueblo de Ob, en el óblast de Novosibirsk. Se ubica a 16 km del centro de Novosibirsk, un centro industrial y científico en Siberia.
Las operaciones se iniciaron el 12 de julio de 1957 con el primer vuelo del Tupolev Tu-104 entre Novosibirsk y Moscú. El aeropuerto, que pertenecía al Ministerio del Transporte de la Unión Soviética, fue adquirido por la United Tolmachevo Aviation Enterprise and Ministry of Civil Aviation, tres años antes de la caída del Bloque Comunista. En 1995 se convirtió en una empresa de participación conjunta, con un 51% de capital del estado y el 49% restante de manos privadas.
El espacio aéreo está controlado desde el FIR de Novosibirsk (ICAO: UNNT).

## Pistas
Tolmachevo dispone de dos pistas perpendiculares (sin cruce). Una de ellas, de asfalto, con dirección 06/24, de 3.000x60 m. (9.842x197 pies), tiene un pavimento del tipo 77/R/C/X/T, lo que permite hasta 18 operaciones por hora. La otra pista tiene dirección 16/34 y está en construcción, según informa (a 31 de marzo de 2012) la web del propio aeropuerto.

## Terminales
El aeropuerto posee dos terminales de pasajeros, una de carga y 61 puestos para aparcar aeronaves de diversas dimensiones. La terminal doméstica fue renovada completamente en 2006, convirtiendo así al aeropuerto en el primero de Rusia en poseer el certificado ISO 9000.

## Aerolíneas y destinos

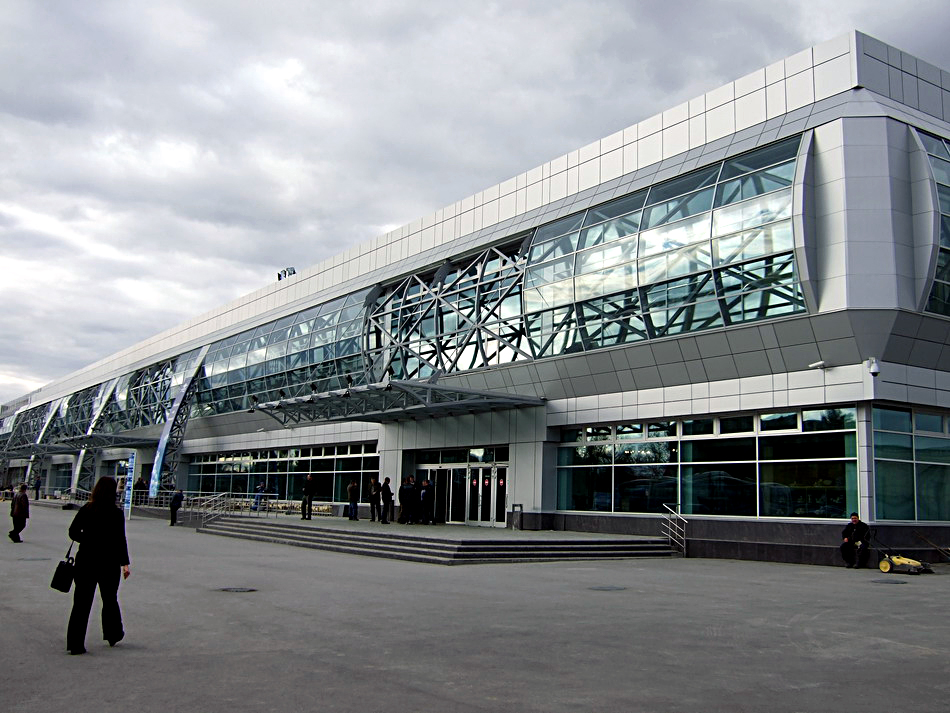
Terminal de vuelos de cabotaje.

El Aeropuerto de Tolmachevo es el sexto más grande de Rusia, por detrás del Domodedovo (Moscú), Sheremetyevo (Moscú), Vnukovo (Moscú), Pulkovo (San Petersburgo) y Koltsovo (Ekaterimburgo). En 2010, el aeropuerto movió a 2.261.630 pasajeros. En los primeros 6 meses de 2011, el aeropuerto movió 1.150.281 pasajeros, +22.7% que el año anterior en el mismo lapso.
La compañía aérea S7 Airlines (antigua Sibir) tiene en este aeropuerto uno de sus hubs.
| Aerolíneas                           | Destinos | Terminal      |
| ------------------------------------ | --- | ------------- |
| Aeroflot                             | Moscú-Sheremetyevo | Doméstica     |
| Aeroflot operado por Aurora Airlines | Jabarovsk, Vladivostok | Doméstica     |
| Aeroflot operado por Rossiya         | San Petersburgo | Doméstica     |
| Air Astana                           | Nursultán | Internacional |
| Air Bishkek                          | Biskek, Osh | Internacional |
| Ak Bars Aero                         | Cheliábinsk, Kazan | Doméstica     |
| Alrosa Mirny Air Enterprise          | Krasnodar, Mirny, Moscú-Domodedovo, Polyarny, San Petersburgo Temporal: Rostov del Don, Simferopol | Doméstica     |
| Angara Airlines                      | Blagoveshchensk, Bratsk, Irkutsk, Jabárovsk, Khanty-Mansiysk, Mirny, Nizhnevartovsk | Doméstica     |
| Astra Airlines                       | Charter: Salónica | Internacional |
| Avia Traffic Company                 | Biskek, Osh | Internacional |
| Azerbaijan Airlines                  | Bakú | Internacional |
| China Southern Airlines              | Ürümqi | Internacional |
| East Air                             | Temporal: Kulob, Qurghonteppa | Internacional |
| I-Fly                                | Charter: Antalya, Bangkok-Suvarnabhumi, Heraklión, Lárnaca, Phuket, Rímini, U-Tapao | Internacional |
| IrAero                               | Irkutsk, Krasnoyarsk-Yemelyanovo, Nizhnevartovsk, Novy Urengoy, Omsk, Salekhard, Samara, Ulan-Ude | Doméstica     |
| IrAero                               | Karagandy | Internacional |
| KrasAvia                             | Gorno-Altaysk | Doméstica     |
| Kyrgyzstan Air Company               | Biskek, Osh | Internacional |
| NordStar                             | Krasnodar, Krasnoyarsk-Yemelyanovo, Norilsk, Ekaterimburgo | Doméstica     |
| Nordwind Airlines                    | Bangkok-Suvarnabhumi Charter: Antalya, Bodrum, Da Nang, Goa-Dabolim, Denpasar/Bali, Hanoi, Krabi, Phuket, Sanya | Internacional |
| Nordwind Airlines operado por Ikar   | Charter: Antalya, Barcelona, Dalaman, Heraklión, Hurghada, Monastir, Nha Trang (Cam Ranh), Palma, Phuket, Phu Quoc, Sanya, Sharm el-Sheikh | Internacional |
| Pegasus Airlines                     | Charter: Antalya | Internacional |
| Royal Flight Airlines                | Charter: Goa-Dabolim | Internacional |
| S7 Airlines                          | Chita, Irkutsk, Jabarovsk, Magadan, Moscú-Domodedovo, Mirny (desde junio de 2015), Norilsk, Novy Urengoy (desde junio de 2015), Petropavlovsk-Kamchatsky, San Petersburgo, Sochi, Surgut (desde abril de 2015), Vladivostok, Yuzhno-Sakhalinsk Temporal: Anapa | Doméstica     |
| S7 Airlines                          | Almaty, Baku, Pekín-Capital, Biskek, Dubai-International, Dusambé, Fergana, Khujand, Osh, Praga, Seúl-Incheon (desde junio de 2015), Shymkent, Taskent, Ürümqi, Ereván Temporal: Bangkok-Suvarnabhumi, Burgas, Phuket, Varna Charter: Antalya, Sanya           | International |
| S7 Airlines operado por Globus       | Irkutsk, Moscú-Domodedovo, Norilsk, San Petersburgo, Ulan-Ude, Yakutsk Temporal: Simferopol | Doméstica     |
| S7 Airlines operado por Globus       | Fráncfort del Meno, Múnich Temporal: Hong Kong | Internacional |
| SCAT Airlines                        | Oskemen | Internacional |
| Somon Air                            | Khujand | Internacional |
| Tajik Air                            | Dusambé, Khujand Temporal: Qurghonteppa | Internacional |
| Turkish Airlines                     | Estambul-Atatürk | Internacional |
| Ural Airlines                        | Jabarovsk, Krasnodar, Moscú-Domodedovo, Norilsk, San Petersburgo, Vladivostok, Yakutsk, Ekaterimburgo | Doméstica     |
| Ural Airlines                        | Harbin, Kulob | Internacional |
| UTair Aviation                       | Khanty-Mansiysk, Moscú-Vnukovo, Nizhnevartovsk, Novy Urengoy, Surgut | Doméstica     |
| UTair Aviation                       | Charter: Bangkok-Suvarnabhumi, Krabi, Nha Trang-Cam Ranh, Phuket | Internacional |
| Uzbekistan Airways                   | Andizhan, Namangan, Taskent | International |
| Yakutia Airlines                     | Krasnodar, Magadán, Neryungri, Yakutsk, Ekaterimburgo Temporal: Moscú-Vnukovo, San Petersburgo | Doméstica     |
| Yamal Airlines                       | Nizhnevartovsk, Tyumen, Ufa, Ekaterimburgo | Doméstica     |

### Servicios de carga
| Aerolíneas        | Destinos                  |
| ----------------- | ------------------------- |
| Aeroflot Cargo    | Brescia                   |
| Air Cargo Germany | Hahn, Hong Kong, Shanghái |
| Air China Cargo   | Milán-Malpensa, Shanghái  |
| Polet Airlines    | Pekín, Múnich, Shanghái   |